# Nokturny
Nokturny (tyt. oryginału Nocturnes: Five Stories of Music and Nightfall) – napisane w 2009 r. opowiadania brytyjskiego pisarza Kazuo Ishiguro, urodzonego w Japonii, wydane w Polsce w 2010 r.

## Zarys fabuły
Po sześciu powieściach jest to pierwsza kolekcja opowiadań Kazuo Ishiguro, która została opisana przez wydawcę jako cykl opowieści. Każda z pięciu opowieści skupia się na muzyce.